# Harbin
Harbin is een miljoenenstad in Mantsjoerije, het noordoosten van China en tevens de hoofdstad van de provincie Heilongjiang. De naam Harbin betekent in het Mantsjoe zoveel als "plaats waar visnetten te drogen gehangen worden". Het is een van de grootste steden in het noordoosten van Azië. Harbin ligt aan de rivier Songhua. De stad heeft 5,2 miljoen inwoners (volkstelling 2020). Wegens de geschiedenis van deze stad zijn er vele Russische invloeden in de stad te vinden en er wonen nog steeds enkele duizenden Russen. De bevolking bestaat nu vooral uit Han-Chinezen (94%) en Mantsjoes (4,5%). 

## Geschiedenis
De stad werd pas in 1898 gesticht door de Russen, die daar toen al veel invloed hadden, en groeide toen uit van een dorpje naar een grote stad. In 1904 namen de Russen heel Mantsjoerije in, maar verloren het in 1905 alweer aan Japan. Na de Russische Revolutie (1917) de daaropvolgende burgeroorlog vluchtten vele anticommunistische 'witte' Russen en Joden naar Harbin. De voormalige Russisch-orthodoxe Sofiakathedraal is nog een overblijvend bewijs van die Russische invloed. Pas in 1946 kwam het gebied weer geheel onder (communistisch) Chinese controle. De grote Europese migrantengemeenschap vertrok toen grotendeels naar andere delen van de wereld. 
In 1933 werd bij de aanleg van een spoorbrug de "Harbinschedel" gevonden, die echter verborgen werd gehouden voor de Japanse bezetters en later de communistische heersers. Pas sinds 2018 wordt de schedel bestudeerd door paleontologen aan de universiteit van Hebei, die de ouderdom hebben bepaald op 140.000 jaar. Er is sprake van een nog onbekende mensensoort, Homo longi.
Van 1935 tot 1945 was de buitenwijk Pingfang de locatie van de beruchte eenheid 731, een geheime divisie van het Japans Keizerlijk Leger, waar tijdens de Tweede Wereldoorlog een van de ernstigste gevallen van oorlogsmisdaden hebben plaatsgevonden. In het gevangenenkamp lieten 3.000 mensen het leven bij gruwelijke experimenten en tienduizenden in veldexperimenten buiten het kamp.

## Klimaat

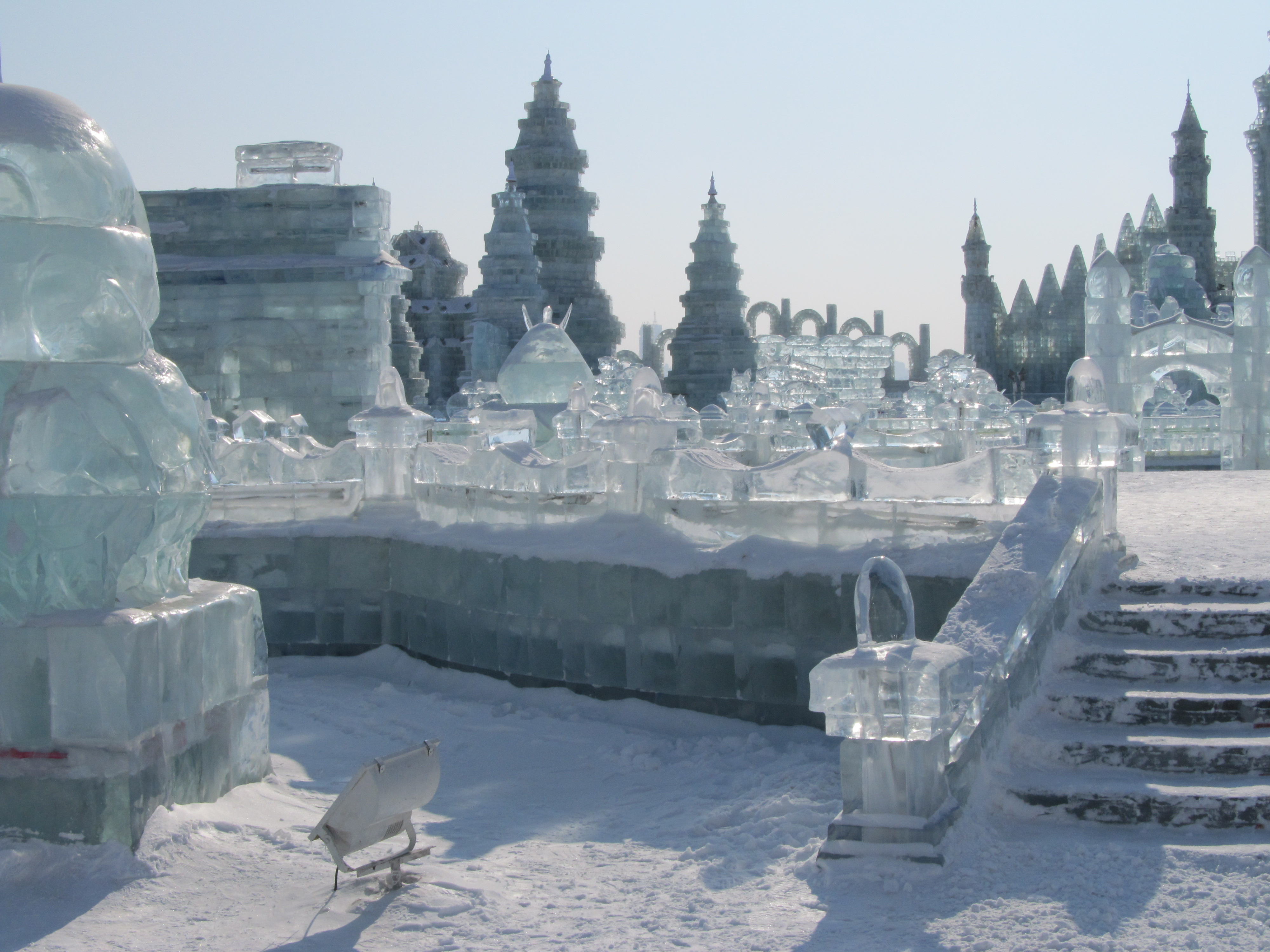
Het ijssculpturenfestival in 2013

Harbin heeft een landklimaat. De verschillen tussen zomer en winter zijn erg groot. Januari is de koudste maand, met temperaturen van gemiddeld -19.8 °C. Juli heeft een gemiddelde temperatuur van 23,1 °C.  De gemiddelde jaartemperatuur is 3.4 °C. De gemiddelde neerslag is 524 mm per jaar.
Elk jaar organiseren de inwoners van Harbin een festival met sneeuw- en ijssculpturen en wordt er gewedijverd om de mooiste sculpturen tot stand te brengen. Het festival trekt zeer veel toerisme en er wordt gewerkt met teams uit Rusland, Japan, Canada, Frankrijk en zelfs Zuid-Afrika, die allen werken met sneeuwblokken van 3 bij 3 meter. 
| Maand                  | jan   | feb   | mrt   | apr   | mei  | jun  | jul  | aug  | sep  | okt   | nov   | dec   | Jaar  |
| ---------------------- | ----- | ----- | ----- | ----- | ---- | ---- | ---- | ---- | ---- | ----- | ----- | ----- | ----- |
| Hoogste maximum (°C)   | 4,2   | 9,9   | 20,7  | 29,4  | 34,6 | 36,7 | 38,2 | 35,6 | 31,0 | 26,5  | 17,2  | 8,5   | 38,2  |
| Gemiddeld maximum (°C) | −12,5 | −7,2  | 2,3   | 13,7  | 21,3 | 26,1 | 27,9 | 26,3 | 20,7 | 11,7  | −0,1  | −9,4  | 10,1  |
| Gemiddeld minimum (°C) | −24,1 | −19,8 | −9,7  | 0,4   | 7,9  | 14,5 | 18,3 | 16,2 | 8,7  | 0,1   | −10,1 | −19,8 | −1,5  |
| Laagste minimum (°C)   | −38,1 | −33,7 | −28,4 | −12,8 | −3,8 | 4,6  | 9,5  | 6,6  | −4,8 | −16,2 | −26,5 | −35,7 | −38,1 |
|                        |       |       |       |       |      |      |      |      |      |       |       |       |       |
| Neerslag (mm)          | 3     | 5     | 10    | 18    | 40   | 84   | 143  | 121  | 58   | 26    | 10    | 6     | 524   |
| Bron: WeerOpReis.com   |       |       |       |       |      |      |      |      |      |       |       |       |       |

## Transport
De luchthaven van de stad, Harbin Taiping International Airport, ligt zo'n 35 km ten zuidwesten van het stadscentrum.
Harbin is ook vanouds een spoorwegknooppunt, en ligt onder meer op de Trans-Mantsjoerische spoorlijn. Vijf conventionele spoorlijnen stralen uit van Harbin naar: Peking (Jinghalijn), Suifenhe (Binsuilijn), Manzhouli (Binzhoulijn), Beian (Binbeilijn) en Lalin (Labinlijn). De stad werd in 2012 ook onderdeel van het hogesnelheidsspoorlijnenproject van China Railway High-speed met de hogesnelheidslijn van Harbin naar Dalian, wat in 2015 werd gecomplementeerd met de Harbin–Qiqihar HSL en in 2021 met de hogesnelheidslijn Peking-Harbin.
De stad is tevens een knooppunt van autosnelwegen, waaronder de G1, G10, G1011, G1111 en G1211 en heeft de G1001 als ringweg. 
De stad beschikt over een uitgebreid bus-, trolleybus- en tramnetwerk. De bouw van de metro van Harbin begon op 5 december 2006. Lijn 1 van Harbin Metro werd geopend op 26 september 2013. Lijnen 2 en 3 volgende in respectievelijk 2021 en 2017. De lijnen werden in de daaropvolgende jaren verlengd. Er zijn vier radiale metrolijnen en een cirkellijn gepland in het centrum en enkele voorstedelijke districten, met een geplande lengte van in totaal zo'n 160 km, twee bijkomende lijnen zijn dus nog gepland.

## Sport
In Harbin worden veel grote sportwedstrijden gehouden zoals de Aziatische Winterspelen 1996 en de Winteruniversiade 2009. De stad was ook een vroege kandidaat voor de Olympische Jeugdwinterspelen 2012, de Olympische Winterspelen 2014 en de Olympische Winterspelen 2018.
Verder zijn onder andere het Aziatisch kampioenschap basketbal 2003, het wereldkampioenschap ijshockey vrouwen 2008 en het wereldkampioenschap shorttrack 2008 (teams) in Harbin gehouden.
In Harbin staat de overdekte ijsbaan Heilongjiang Indoor Rink. Er zijn meerdere wedstrijden voor de Wereldbeker schaatsen verreden.

## Stedenband
Harbin heeft een stedenband met:
- Shinagawa (Japan), sinds 1981[4]

## Bekende inwoners van Harbin

### Geboren
- Pierre Batcheff (1901-1932), filmacteur
- Jayne Meadows (1920-2015), actrice
- Robert Skidelsky (1939), Brits economisch historicus van Russische afkomst
- Zhao Hongbo (1973), kunstschaatser
- Kong Linghui (1975), tafeltennisser
- Yang Yang (A) (1976), shorttrackster
- Shen Xue (1978), kunstschaatsster
- Pang Qing (1979), kunstschaatsster
- Tong Jian (1979), kunstschaatser
- Zhang Hao (1984), kunstschaatser
- Jin Peiyu (1985), schaatsster (lange baan)
- Wang Beixing (1985), schaatsster (lange baan)
- Wang Meng (1985), shorttrackster
- Zhang Dan (1985), kunstschaatsster
- Yu Jing (1985), schaatsster (lange baan)
- Ji Cheng (1987), wielrenner
- Simu Liu (1989), acteur
- Jiao Liuyang (1990), zwemster
- Han Cong (1992), kunstschaatser
- Cai Xuetong (1993), snowboardster
- Jin Yang (1994), kunstschaatser
- Sui Wenjing (1995), kunstschaatsster
- Yan Han (1996), kunstschaatser
- Jin Boyang (1997), kunstschaatser
- Peng Cheng (1997), kunstschaatsster
- Ren Ziwei (1997), shorttracker